# دامیان کینترو
دامیان کینترو (انگلیسی: Damián Quintero؛ زادهٔ ۴ ژوئیهٔ ۱۹۸۴) کاراته‌کا اهل اسپانیا است. وی در سال ۲۰۱۹ در مسابقات کاتای انفرادی مردان در بازی های اروپایی ۲۰۱۹ موفق به کسب مدال طلا شد.  وی در المپیک تابستانی ۲۰۲۰ در توکیو، مدال نقره کاتای انفرادی را به دست آورد.
در سال ۲۰۱۷، وی در مسابقات کاتا مردان، در بازی های جهانی ۲۰۱۷  که در وروتسواف، لهستان برگزار شد، به مدال نقره دست یافت. 
وی همچنین در مسابقات کاتای انفرادی مردان در بازی های ساحلی جهانی ۲۰۱۹ که در دوحه، قطر برگزار شد، موفق به کسب مدال طلا شد. 